# Transmission de la Torah
D'après le judaïsme rabbinique, le Talmud n'est pas un code créé par les hommes, mais l'expression de la Volonté de Dieu transmise à travers la Loi orale par Moïse, dans une chaîne ininterrompue. Selon la tradition rabbinique, les Prophètes, les Sages, les Tannaim, les Amoraïm, les Gueonim, les Rishonim et les Aharonim ont su conserver celle-ci dans toute sa pureté, et la développer, pour la mettre à la portée de chacun.
L'Éternel dit à Moïse: "Monte vers moi, sur la montagne et y demeure: je veux te donner les tables de pierre, la doctrine et les préceptes, que j'ai écrits pour leur instruction." (Exode 24-12). Contrairement à la tradition littéraliste, la tradition rabbinique interprète ce texte en disant que la torah, appelée Loi écrite, et que l'Ordonnance, appelée  Torah orale sont tous deux visés dans ce texte.

## De Moïse auxZougot
Selon la tradition rabbinique rapportée dans le traité des Pères (Pirke Avot), Moïse écrivit toute la Torah de sa propre main et il remit un exemplaire du Sefer Torah à chacune des Tribus d'Israël. Un autre Sefer Torah fut conservé dans l'Arche Sainte. Quant à la Loi orale, elle fut enseignée verbalement aux sages. Elle fut transmise de maître à disciple, jusqu'à Ezra HaSofer qui constitua une assemblée de 120 sages : la Knesset HaGuedola  (la Grande Assemblée) qui fut plus tard remplacée par une institution semblable, le Sanhédrin.
Selon le traité d'Avot, le dernier sage de la Grande Assemblée fut Shimon haTsadiq (Simon le Juste). Le Sanhédrin comptait 71 membres et siégeait dans une section du Temple appelée Lishkat Hagazit.
L'œuvre de la Grande Assemblée a été celle des sages de ce temps connus sous le nom de Sofrim, ce sont les scribes. L'anonymat de ces sages montre qu'ils ont travaillé collectivement.
L'époque des Zougot, les pairs, correspond en gros à l'époque de la domination grecque sur Israël. Le Sanhédrin était alors dirigé par des Zougot, couples de sages : L'un était Nassi Président du Sanhédrin et l'autre, son second, était Av Beit-Din Président du Tribunal.
- Yossé ben Yoezer et Yossi Ben Yohanan (Révolte des Maccabées)
- Yehoshoua ben Perahya et Nitaï HaArbeli (époque de Jean Hyrcan)
- Judah ben Tabaï et Shimon ben Shetah (époque d'Alexandre Jannée et de la reine Salomé Alexandra)
- Shemaïa et Abtalion (époque de Jean Hyrcan Ier)
- Hillel et Shammaï (époque du roi Hérode Ier le Grand)

## Les Tannaïm
La période des Tannaim commence au début du règne d'Hérode avec Hillel et Shammaï. Elle dure de l'an 10 à l'an 220 de l'ère commune.
Le Tanna (pluriel Tannaim) est celui qui étudie et “répète” et transmet ce qu'il a appris de la bouche de ses maîtres. Les Tannaim sont les auteurs de la Mishna. 
On découpe cette période en 6 générations.

### Première génération: (10 à 80 de l'ère commune)
Hillel et Shammaï : violemment opposés sur bien des points ; avant la destruction du Temple l'école de Shamaï prévalait, mais après la guerre et les ravages, l'école d'Hillel (indulgents et modestes) gagnent la sympathie des sages. Après une lutte de près d'un siècle, on décréta à Yavné :
les uns comme les autres sont les paroles du Dieu Vivant, mais la règle sera conforme à l'opinion de l'école d'Hillel.
Les maîtres de cette première génération sont l'école de Shamaï et de Hillel ; Rabban Gamliel l'ancien ; son fils Rabbi Shimon ben Gamliel I et Rabban Yohanan ben Zakkaï fondateur de l'Académie de Yavné.
Rabbi Yohanan ben Zakaï s'était opposé à la révolte contre les Romains. Il avait pressenti qu'elle serait vouée à l'échec. Il parvint à s'échapper de Jérusalem avant la chute de la ville et obtint de l'empereur Vespasien l'autorisation de fonder un centre spirituel à Yavné.

### Deuxième génération: (80 à 120)
Les principaux maîtres sont Rabban Gamliel de Yavné ; Rabbi Eliezer ben Hyrcanos et Rabbi Yehoshoua ben Hanania. Ce trio symbolise le groupe de Kerem de Yavné (La vigne de Yavné).

### Troisième génération: (120 – 140)
Les maîtres sont Rabbi Tarfon, Rabbi Ishmaël, Rabbi Akiva, Rabbi Yossi le Galiléen.
En 132, c'est la révolte de Bar Kokhba contre Rome. Rabbi Akiva le soutient activement et proclame Bar Kokhba Messie. Quand les Romains mettent fin à la révolte, l'empereur Adrien promulgue une série de décrets d'oppression ; entre autres, l'étude de la Torah interdite. Rabbi Akiva continue d'enseigner en public : il connut le martyre après la torture et expire le Chéma Israël sur les lèvres.
Rabbi Akiva avait 24000 élèves qui périrent tous entre Pessah et Chavouot, parce qu'ils n'avaient pas montré suffisamment de respect les uns envers les autres. Rabbi Akiva va reconstruire alors avec Rabbi Meïr, Rabbi Shimon Bar Yohaï, Rabbi Yéouda, Rabbi Yossi ben Halafta, Rabbi Eléazar ben Chamoua. Rabbi Akiva leur déclara : « Mes enfants, les premiers ne sont morts que parce qu'ils se jalousaient les uns les autres ».

### Quatrième génération: (140 - 170)
- Rabbi Meïr, venant d'une famille de prosélytes, interprète fascinant et écrivain doué, il pose les fondations de la rédaction de la Mishna.
- Rabbi Yéhoudah bar Ilaï, modéré, partisan d'un compromis avec les Romains ; il édite un commentaire sur le Lévitique, le Torat Cohanim.
- Rabbi Shimon bar Yohaï, suivit Rabbi Akiva dans son opposition obstinée à la domination romaine et dut se cacher plusieurs années dans une grotte avec son fils Rabbi Eléazar. De son académie sont sortis les Midrashim sur l'Exode, la Mekhilta, sur Livre des Nombres et sur le Deutéronome, le Sifri. On lui attribue un ouvrage fondamental de la Kabbale : le Zohar. Selon les sources, Torat Hassod, la Mystique juive, est divisée en deux parties : L'acte de création (Maassè Bereshit) et le Char divin (Maassè Merkava). Le premier est d'ordre théorique et traite de la Création du monde. Le deuxième partant de la description du Char Céleste par le prophète Ezéchiel est une étude des rapports entre Dieu et le monde et contient en germe ce que sera la Kabbale pratique. Certains sages en font une étude intensive, d'autres l'abordent seulement ; certains sages ne se jugent pas dignes de ce savoir (car on entre là dans un domaine dangereux pour l'âme qui prend son envol) et ne font que l'effleurer.
- Rabbi Yossi ben Halafta, modéré, aimé de tous, sa méthode est basée sur une solide logique considérée comme fiable
- Rabbi Eléazar ben Chamoua
- Rabban Shimon ben Gamliel II

On dit : 
- Une Mishna anonyme : de Rabbi Meïr [Baal HaNess]
- Un Sifra anonyme : de Rabbi Yéhoudah [bar Ilaï]
- Un Sifri anonyme : de Rabbi Shimon [bar Yohaï]
- Un Seder Olam anonyme : de Rabbi Yossi [ben Halafta]

Des écoles ont fleuri : 
- à Peki'in (en) avec Rabbi Yehoshoua ben Hanania
- à Tibériade avec Rabbi Meïr
- à Tsippori avec Rabbi Yossi ben Halafta
- à Césarée et Bnei Brak avec Rabbi Akiva
- à Lod avec Rabbi Eliezer ben Hyrcanos
- à Yavné avec Rabban Yohanan ben Zakkaï
- à Oucha avec Rabban Shimon ben Gamliel II.

### Cinquième génération: (170 - 200)
C'est Rabbi Yehouda HaNassi qui va utiliser le travail de la génération précédente pour codifier la Mishna. Il est le dernier des Tannaïm. Il représente la septième génération après Hillel l'Ancien d'après la filiation princière des présidents du Sanhédrin, les nessiim : 
1. Hillel
2. Rabban Shimon I
3. Rabban Gamliel l'Ancien
4. Rabban Shimon II ben Gamliel I, mort assassiné par les Romains
5. Rabban Gamliel de Yavné
6. Rabban Shimon ben Gamliel II
7. Rabbi Yehouda HaNassi

Lorsqu'il constata, avec les sages de son temps, que la Torah risquait d'être oubliée par les Juifs à cause des difficultés et des malheurs qui s'abattaient sur eux, Rabbénou Hakadoch (Yehouda HaNassi) rédigea les Six Ordres de la Mishna (le Shass). Les six ordres sont :
- Zéra'im (semences) : Cet ordre traite principalement des lois relatives à l'agriculture et aux bénédictions.  Il est composé des traités : berakhot, péa, demaï, kilayim, chevi'it, teroumot, ma'asserot, ma'asser chéni, hallah, orla et bikkourim.
- Mo'èd (rendez-vous / fête) : Cet ordre traite principalement des lois relatives au calendrier comme le shabbat et les fêtes. Il est composé des traités : shabbat, érouvin, pessa'him, shekalim, yoma, souka, beitsa, rosh hashana, ta'anit, meguila, mo'èd katane et haguiga.
- Nachim (femmes) : Cet ordre traite principalement des lois relatives au mariage et de sujets qui y sont liés comme le divorce ou la fidélité conjugale mais aussi des vœux et du naziréen. Il est composé des traités : yevamot, ketoubot, nedarim, nazir, sota, guittin et kiddoushin.
- Nézikin (dommages) : Cet ordre traite principalement des lois relatives aux droits civil et pénal, de l'idolâtrie, d'éthique et de morale. Il est composé des traités : baba kama, Bava Metzia, baba batra, sanhédrine, makkot, chevou'ot, édouyot, avoda Zara, avot (pirké-) et horayot.
- Kodachim (objets sacrés) : Cet ordre traite principalement des lois relatives à l'abattage rituel (che'hita), aux sacrifices et au Temple. Il est composé des traités : zevahim, ména'hot, houllin, békhorot, arakhine, témoura, kritout, mé'ila, tamid, midot et kinim.
- Toharot (puretés) : Cet ordre traite principalement des lois relatives à la pureté et à l'impureté rituelle. Il est composé des traités : kélim, ohalot, néga'im, para, toharot, mikvaot, niddah, makhshirim, zavim, tvoul yom, yadaïm et ouktsine.

### Sixième génération: (200 - 220)
Cette génération est celle des "semi Tannaïm", elle constitue la période charnière entre Tannaïm et Amoraïm. Rabbi Hiya compose la Tossefta, recueil de toutes les lois que Rabbi Yehouda HaNassi, par souci de concision n'a pas introduit dans la Mishna.
Rabbi Ochaya et Bar Kapara composent les braïtot, qui sont les récapitulatifs des livres écrits après la Mishna et qui viennent l'expliquer.
Au début du IIIe siècle, la Terre d'Israël connait une période d'anarchie consécutive à la désorganisation de l'Empire romain. Une partie de la population rejoint les communautés juives de Babylonie. De grandes écoles y sont fondées.

## Les Amoraïm
Les académies les plus célèbres sont celles de Pumbedita, Soura et Nehardea. Les sages y expliquent la Mishna écrite par les Tannaïm. Ils sont appelés les Amoraïm. (du verbe amar dire). 
Les interprètes de la Mishna, les Amoraïm, sont les auteurs de la Gémara.
Leur autorité est inférieure à celle des Tannaïm, et de ce fait ne peuvent les contredire.
Les Amoraïm se répartissent en deux centres géographiques : la Babylonie et la Terre d'Israël. Mais c'est le Talmud de Babylone qui retient l'attention. Sa rédaction se fit avec beaucoup plus de précision et de rigueur, et génération après génération, on corrige les détails. Le Talmud de Jérusalem fut, lui, compilé à la hâte et sans grande précision.
Cette période va s'étendre de la mort de Rabbi Yehouda HaNassi jusqu'à la rédaction du Talmud de Babylone.
- Première génération :

Entre 220 et 260, Rav Abba, dit simplement Rav, met en place un centre en Babylonie. "Ordonné" par Rabbi Yehouda HaNassi lui-même, il s'installe dans la petite ville de Soura; un autre centre d'étude est créé par Chemouel à Nehardea. Rav et Chemouel ont pour modèle l'étude de la Torah en Babylonie. À Soura, Rav Houna, disciple de Rav, assure la succession.
- Seconde génération (260 - 375)
  - Académie de Soura : Rav Houna
  - Académie de Pumbedita : Rav Juda ben Ezéchiel
  - Académie de Nehardéa : Rav Nahman

- Troisième génération :
  - Rav Hisda, Rabba, Rav Yossef, Rav Chéchet et Oula

- Quatrième génération (375 – 427)
  - Rav Papa

- Cinquième génération (427 – 468)
  - Académie de Soura : Rav Achi
  - Académie de Pumbedita : Abaye, Rav Dimi, Mar Zoutra
  - Académie de Nehardéa : Améïmar
  - Soura : Mar ben Rav Achi
  - Pumbedita : Rav Yossé

- Sixième génération (468 – 500)
  - Soura : Ravina
  - Pumbedita : Rav Yossé

Rav Achi effectua la rédaction du Talmud de Babylone. Le flambeau est repris par son disciple et collègue Ravina. Ainsi la Guémara est complétée 300 ans après la rédaction de la Mishna.

## Les Savouraïm et les Guéonim
Les Savouraïm sont les sages qui appartiennent à la génération qui suivit la compilation du Talmud.
Les Guéonim leur succèdent pendant une période de 450 ans (jusqu'à l'an 1000 de l'ère commune). Les réponses des Guéonim avec leurs explications forment une ample littérature des Responsa des Guéonim qui jusqu'à nos jours constituent la base de la compréhension du Talmud.
Quand la Babylonie perd de son importance au IXe siècle, deux nouveaux centres vont naître : l'Afrique du Nord (et l'Espagne) et l'Europe (Italie - France - Allemagne). Le premier commentaire important du Talmud fut celui de Rabbi Hananel ben Houshiel de Kairouan et de son compatriote Rabbi Nissim Gaon auteur des « clefs des verrous du Talmud ». 
Cette période d'étude se clôt avec la compilation des décisions des posseqim sous forme de « codes de lois ».

## Les Rishonim
L'époque des Rishonim débute avec Rabbi Yitshak Alfasi, dit le Rif (1013 - 1103). Il est le premier grand posseq. Cette période s'étend jusqu'à Rabbi Yossef Karo auteur du Choulhan Aroukh. Le Rif supprima toute l'argumentation pour ne rapporter que la décision de la halakha.
Le Rambam, lui-même disciple du Rif, composa son fameux code de lois, le Mishné Torah. Cette œuvre est divisée en 14 parties : le but de Rambam était de mettre la connaissance de toute la Loi Orale à la portée du peuple, afin qu'elle ne fut pas seulement le domaine d'une élite d'érudits.
Parmi les Rishonim, Rabbi Salomon ben Isaac est connu sous le nom de Rachi (1040 – 1105). Rachi rend le Talmud clair et accessible par son explication qui est le commentaire par excellence du Talmud.
Les Baalé tossfot complétèrent l'explication de Rachi par l'approfondissement des sujets. Ainsi chaque page du Talmud est accompagnée des commentaires de Rachi et de tossfot.
Si l'école afro-Espagnole se caractérise par son esprit de « synthèse » l'école européenne (Rachi et Tossfot) se particularise par son esprit « d'analyse ». 
Notons que le « Meïri » conjugue les deux méthodes : il passe ses jours à Perpignan, croisée des chemins entre la France et l'Espagne.
Après le Rif et le Rambam, on compte Rabbi Asher ben Yehiel (le Rosh), disciple des derniers Baalé Tossafot; il fut le troisième grand posseq.
Son fils, Rabbi Yaakov ben Asher (le Baal haTourim) composa en se basant sur l'œuvre de son père un recueil de lois classées suivant les sujets appelé Arbaa Tourim et divisé en 4 parties :
1. Orah Hayim : règles relatives aux prières, au Chabbat, Fêtes, etc.
2. Yoré Déa : lois sur la kacherout.
3. Even Haezer : lois du mariage.
4. Hoshen Mishpat : code civil

Rabbi Yossef Karo, un des exilés d'Espagne fut, l'auteur du Beth Yossef important commentaire du Arbaa Tourim et base fondamentale de son fameux code du Choulhan Aroukh. Pour fixer la halakha, Rabbi Yossef Karo se basa sur les trois œuvres fondamentales de ses prédécesseurs : le Rif, le Rambam et le Rosh.

## Les Aharonim
La période des Rishonim se termina en 1492 qui correspond au Décret de l'Alhambra qui signe l'expulsion des juifs d'Espagne ; alors commence la période des Aharonim (les derniers) qui dure jusqu'à nos jours. Parmi les derniers possqim citons :
- Rabbi Elihaou « le Gaon de Vilna » (1720 – 1797) auteur du commentaire portant son nom sur le Choulhan Aroukh.
- Rabbi Haïm Joseph David Azoulaï de Jérusalem « le Hida » (1724 - 1806) auteur de « Birkéi Yossef »
- Rabbi Israël Meir HaCohen « le Hafetz Haïm » (1835 - 1934) auteur du Michna Beroura devenu le livre populaire d'étude de la halakha.
- Rav Haïm de Volozhin, Rosh yeshiva de Volozhin, la yechiva mère des yechivot contemporaines
- Rav Haïm Soloveitchik de Brisk (1853 - 1918), auteur de l'ouvrage Rabbénou Haïm haLevi